# Blue Sky Rangers
Les Blue Sky Rangers sont un groupe de programmeurs de jeux vidéo qui ont travaillé pour Mattel sur la console Intellivision au début des années 1980. Le terme a été inventé par un journaliste en 1982 et est resté : il désigne encore aujourd'hui le groupe des anciens de l'Intellivision (« Intellivision alumni group »). Depuis 2019, Blue Sky Rangers (Blue Sky Rangers, Inc.) est également le nom d'une société (précédemment Intellivision Productions, Inc.) gérant les « archives historiques » de l'Intellivision et ses jeux, et le merchandising associé.

## Historique

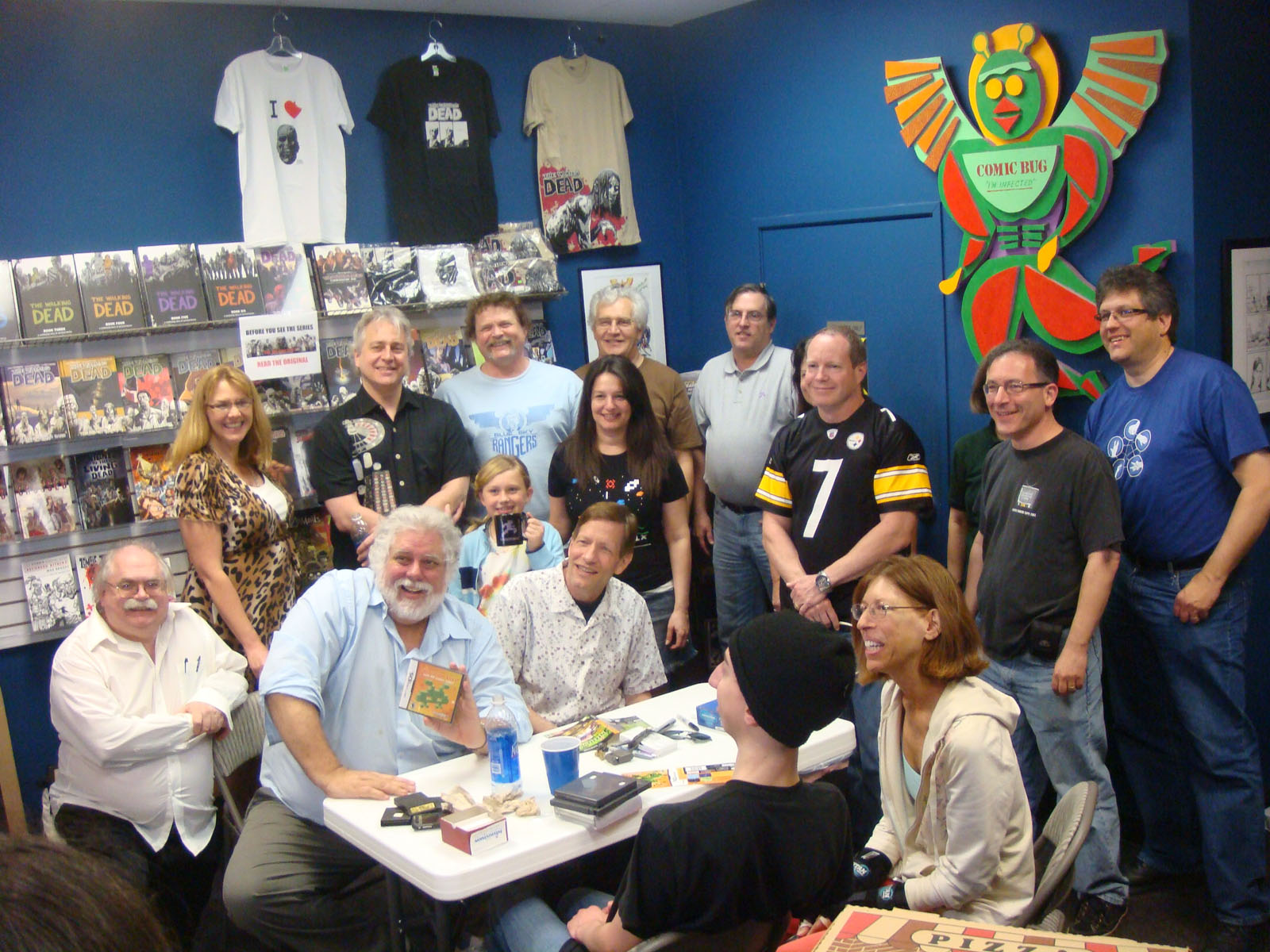
Réunion de Blue Sky Rangers en 2011

Lors du développement de l'Intellivision et pendant les premières années de sa commercialisation, Mattel Electronics dépend totalement d'une société externe, APh Technological Consulting, pour la programmation de ses jeux. La firme de jouets va rapidement comprendre qu'il est beaucoup plus rentable de les développer en interne. Ainsi, autour de Gabriel Baum, une première équipe est formée, composée de Don Daglow, Rick Levine, Mike Minkoff et John Sohl. Pour préserver la confidentialité et empêcher le rival Atari de débaucher ces précieux programmeurs, Mattel va, dans un premier temps, tenir secrets leurs identités et leur lieu de travail.
En 1982, Mattel lève partiellement le voile en autorisant le journaliste Howard Polskin à suivre pour TV Guide le quotidien du groupe de développement dans les bureaux de Hawthorne en Californie. Dans son article, Polskin utilise des noms d'emprunt pour les programmeurs et le pseudonyme « Hal » pour leur chef. Et il y surnomme cette équipe « The Blue Sky Rangers », reprenant l'expression « blue skying » utilisée par les participants pour désigner leur activité lors des sessions de brainstorming décontracté mais intensif auxquelles ils se livrent pour trouver de nouvelles idées de jeux.
À cette époque, le groupe compte 22 employés (18 hommes et 4 femmes) ; il culminera à 110 personnes en 1983. La même année, l'équipe de développement s'étend à l'international : Mattel expérimente une antenne européenne située à Sophia Antipolis, qui comptera jusqu'à une vingtaine de programmeurs français ou britanniques.
Mais les effets du krach du jeu vidéo commencent à se faire sentir. Les départs et les licenciements s'enchaînent, l'entreprise enregistre des pertes record. Au tout début 1984, Mattel abandonne brutalement son activité dans les jeux électroniques et vidéo et l'Intellivision. Le 20 janvier 1984, Mattel Electronics est fermée, et l'intégralité des Rangers est licenciée, à quelques rares exceptions près. Mike Minkoff et Michael Breen, restent quelques semaines pour archiver les jeux terminés et en cours de développement, car Mattel espère leur trouver un repreneur — en l'occurrence Terrence Valesky et Intellivision Inc. — pour éponger une partie de ses pertes. L'équipe de la division Mattel Electronics France quant à elle, ne peut pas être renvoyée du jour au lendemain en raison du droit français du travail. Aussi va t-elle continuer pendant quelques mois à travailler sur des projets sans espoir de publication, jusqu'à ce que la majorité des employés décident de démissionner de leur propre chef pour fonder leur propre société de développement, Nice Ideas, qui voit le jour au mois d'avril.
Après la fermeture de Mattel Electronics, les Blue Sky Rangers se dispersent. Certains rejoignent la concurrence (Activision, Electronic Arts, etc.) ou fondent leur propre société de développement (Quicksilver Software, Realtime Associates, Stormfront Studios, Nice Ideas ...), d'autres, découragés par le krach, quittent définitivement le milieu du jeu vidéo...
En 1995, le nom des Blue Sky Rangers revient au goût du jour. En effet, Keith Robinson, lui-même ancien de chez Mattel, crée le site web BlueSkyRangers.com commémorant la console Intellivision, ses jeux et leurs programmeurs, et préfigurant l'activité de la société Intellivision Productions qu'il lance deux ans plus tard. En 2019, à la suite de son rachat par la société de Tommy Tallarico, Intellivision Productions devient officiellement Blue Sky Rangers, Inc..

## Membres

### Rangersinitiaux
Don Daglow

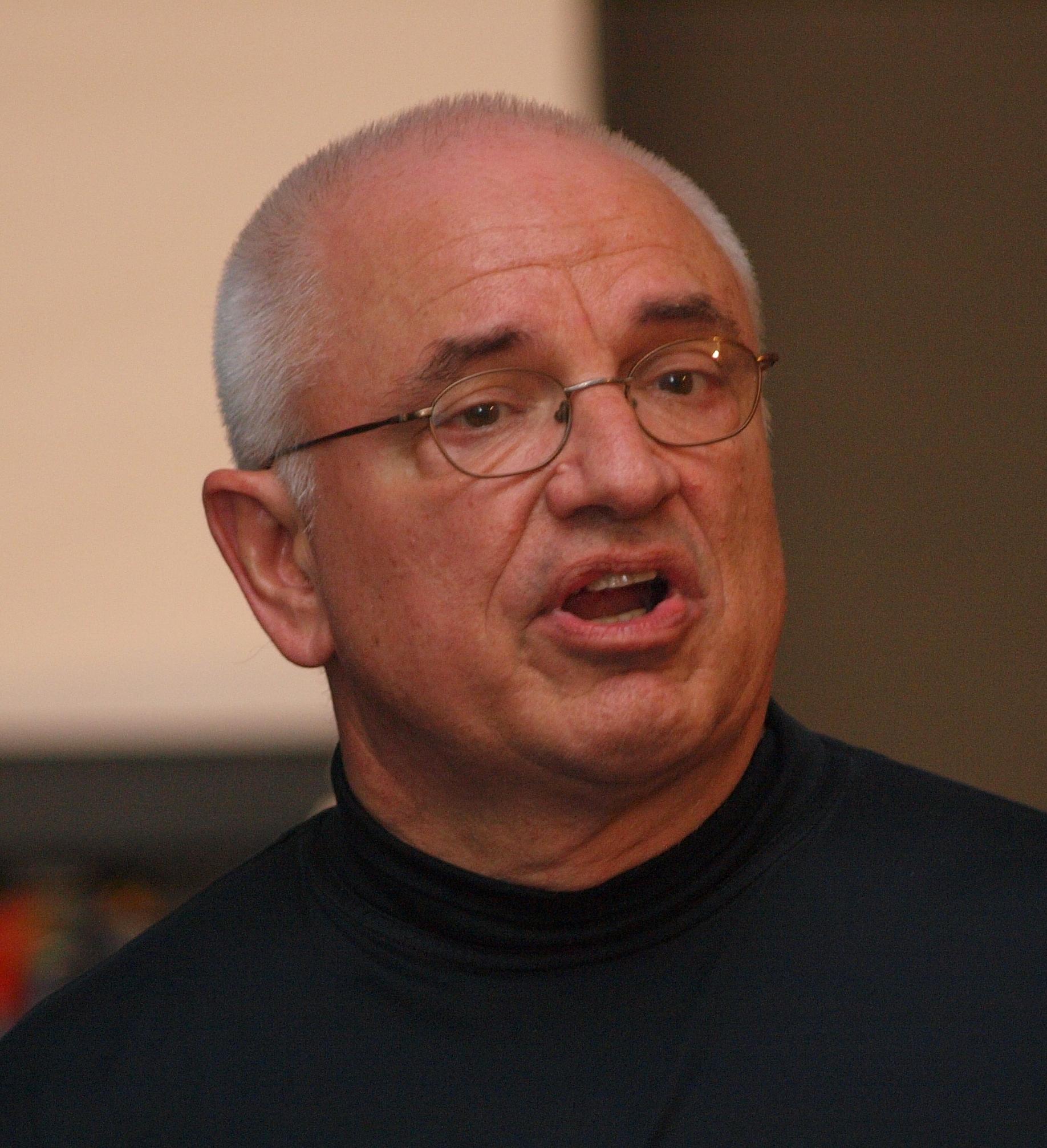
Don Daglow, ici à la Game Developers Conference 2010, fit partie des premiers rangers de Mattel au début des années 1980.

Celui qui s'était déjà distingué pour ses productions sur ordinateur central (Dungeon, Baseball) arrive chez Mattel en tant que programmeur, comme l'un des cinq Blue Sky Rangers d'origine, et est rapidement promu Director of Intellivision Game Development,. Il supervise et conçoit de nombreux titres Mattel. Il écrit Utopia, précurseur des god games et des city-builders, en 1981, puis World Series Baseball en 1983, avec son équipier Eddie Dombrower. Après Mattel Electronics, il est engagé chez Electronic Arts, où il lui arrive de travailler avec d'autres anciens Rangers, puis fonde Stormfront Studios.
Rick Koenig
John Sohl
David Warhol

### Autresrangers
Patrick Aubry
Armand Barraud
Il programme Illusions chez Mattel Electronics France. Le jeu ne sera pas édité par Mattel sur l'Intellivision, pas plus que son portage sur Commodore 64. En revanche, Coleco obtiendra les droits pour le sortir sur ColecoVision.
Daniel Bass
Programmeur de Loco-Motion.
Michael Breen
Programmeur de Buzz Bombers.
Stephen Burt
Eddie Dombrower
Brian Dougherty
Il travaille un moment sur Space Spartans, mais il quitte Mattel pour aller fonder Imagic avec des anciens de chez Atari.
Steve Ettinger
Avec Joe Ferreira, il travaille sur Magic Carousel puis sur Hover Force 3-D en 1983. Interrompu par la fermeture de Mattel Electronics, il finalisera néanmoins le jeu quelques années plus tard pour INTV.
Joe Ferreira
William "Bill" Fisher
Programmeur de Space Hawk.
Connie Goldman
Embauchée comme programmeuse, elle sera pourtant fréquemment sollicitée pour ses talents de graphiste et d'animatrice. Elle aura néanmoins l'occasion de concevoir et écrire Thunder Castle. Après Mattel Electronics, elle s'occupera des graphismes de plusieurs titres édités par INTV.
Julie Hoshizaki
Ray Kaestner
Embauché initialement par Mattel pour travailler sur la gamme de jeux électroniques de poche Mattel Electronics, il écrit Computer Gin et World Championship Football, et travaille sur Computer Chess avant de rejoindre l'équipe Intellivision. Il y écrit BurgerTime et, en duo avec Rick Koenig, Master of the Universe. Il travaillait sur Masters of the Universe II lorsque Mattel Electronics ferme ses portes. Il aura toutefois l'occasion d'achever son travail en le transformant en Diner, une suite de BurgerTime pour INTV.
Rick Levine
Tom Loughry
Programmeur de Advanced Dungeons and Dragons: Treasure of Tarmin. Il rejoint ensuite Activision, où il développe Worm Whomper et The Dreadnaught Factor.
Russ Ludwick
Russ Ludwick programme l'interface utilisateur de USCF Chess. Au printemps 1983, il travaille un temps sur Moon Corridors, un jeu inspiré du titre d'arcade Battlezone, avant de quitter Mattel Electronics.
Grahame Matthews
Mike Minkoff
Michael D. Minkoff est un Ranger de la première heure. D'abord assigné à la conception de jeux électroniques chez Mattel, il rejoint l'équipe de développement Intellivision. Il est le programmeur de PBA Bowling avec Rick Levine, et de Snafu.
Steve Montero
Expert en robotique, il se retrouve naturellement à la programmation de Night Stalker. Après le développement de ce dernier, et alors qu'il demande à travailler sur une suite apportant de nombreuses innovations, il est assigné à un projet qui le passionne beaucoup moins, ce qui contribue certainement à son départ de Mattel et du milieu du jeu vidéo quelque temps plus tard.
Bob Newstadt
Programmeur de Pinball avec Minh Chou Tran.
Keith Robinson
Engagé en tant que programmeur chez Mattel Electronics en 1981, il développe Tron: Solar Sailer début 1983 et devient manager. Cofondateur d'Intellivision Productions en 1997, à l'origine de Intellivision Lives!, il est considéré comme le « parrain » de l'Intellivision.
Stefen Roney
Steve Sents
Programmeur de Tron: Deadly Discs.
Monique Simonot
Programmeuse de la division Mattel Electronics France, elle travaille notamment sur Zzzz! ou Spina the Bee, un jeu inspiré de Maya l'Abeille, qui tourne alors à la télévision en France. Mais Mattel rejette le projet, la série animée étant quasiment inconnue outre Atlantique. Le jeu sera néanmoins réalisé par Nice Ideas quelque temps plus tard, sur ordinateurs personnels, sur VG 5000, sous le titre français L'Abeille.
Ron Surratt
Manager du groupe responsable du développement pour la console Atari 2600.
Stephen Tatsumi
Programmeur de Swordfight puis de Kool-Aid Man pour l'Atari 2600.
Jim Tomlinson
Programmeur de Mission X.
Minh Chau Tran
Ji-Wen Tsao
Programmeuse de Shark! Shark!, elle rejoint plus tard l'équipe chargée des portages sur ordinateurs personnels pour M Network. Elle réalise l'adaptation de Night Stalker sur IBM PC en 1983.
Mark Urbaniec
Programmeur de Vectron.